# Копальні у Сьєрра-де-Ель-Пердон
Копальні у Сьєрра-де-Ель-Пердон (Sierra de El Perdón) — колишній гірничодобувний комплекс на північному сході Іспанії, який здійснював видобуток калійних солей.
Калійні солі в районі Сьєрра-де-Ель-Пердон вперше виявили ще в 1929-му, а на 1950-ті припала активна розвідка цих покладів. В 1959-му права на площу Nuestra Señora del Perdón отримала державна компанія Potasas de Navarra, якою володіли на паритетних засада іспанська держава та спільнота Наварра.
Видобуток почали в 1963 році. На першому етапу ввели в дію ухил Esparza de Galar та шахту Beriáin, в подальшому ж додатково спорудили шахти Undiano I, Undiano II, Gendulain та Esparza. Глибина копальні досягнула не менш ніж п'ять сотень метрів. Для транспортування руди встановили конвейєр завдовжки 4 км між шахтою Beriáin та збагачувальною фабрикою Noáin.
У період з 1963 по 1975 роки видобуто 19,7 млн тонн породи (найбільше в 1972-му — 2,4 млн тонн), з яких після збагачення отримали 3,5 млн тонн калійного концентрату зі вмістом К20 від 7,6 до 15,5 %. Великі обсяги товарної продукції відправляли на експорт через порт Пасая.
Станом на 1985 рік працювали лише шахти Esparza та Undiano. У 1986-му Potasas de Navarra ліквідували, а копальню передали під контроль Potasas de Subiza, що належала виключно уряду Наварри. Після цього організували розробку через новий ухил Olaz-Subiza, тоді як усі попередні шахти були закриті. Нарешті, в 1997-му гірничодобувні роботи припинили.
Втім, у каталонському соленосному басейні під час розробки на калій вилучають ще більший обсяг інших солей, передусім хлориду натрію. Ще на етапі діяльності копальні продавали значні обсяги цієї супутньої продукції, проте більшість складували в териконах, зокрема, виникли терикони в Esparza de Galar, Undiano, Gendulain, Olaz-Subiza, які наразі прикрили будівельним сміттям. Терикон Arlegui, що вміщує 20 млн тонн солей (як хлоридів, так і сульфатів), почали розробляти з метою продукування хлориду натрію, при цьому станом на 2007 рік приблизний термін завершення робіт оцінювали у 35 років. Діяльністю з продукування хлориду натрію опікувалась компанія Sal Doméstica, яка згодом перетворилась на Salinas de Navarra.